# Electronic Data Systems
Pour les articles homonymes, voir EDS.
 (février 2009).
Améliorez-le ou discutez des points à vérifier. 

Electronic Data Systems Corporation était une des plus importantes SSII américaines internationales et un acteur des technologies de l'information globales. L'entreprise a été achetée par Hewlett-Packard en 2008. Elle s'est brièvement appelée « EDS, an HP company » avant de devenir « HP Enterprise Services ».

## Historique
- 1962 : Ross Perot crée EDS aux États-Unis (siège social à Plano au Texas) et lance le principe de prestation de services.
- 1984 : le groupe General Motors acquiert EDS
- 1996 : EDS redevient une compagnie indépendante.
- 2007 : la compagnie emploie 139 071 personnes dans 66 pays, et rapporte des revenus d'environ 22,1 milliards de dollars. EDS est l'une des plus grandes sociétés de services du monde.
- 2008 : Hewlett-Packard achète EDS pour 14 milliards de dollars[1].

## Activités

### Gamme de services
- Le conseil identifie les transformations nécessaires à l'adaptation permanente de l'entreprise: meilleures pratiques, alignement du système d'information sur les métiers et les processus, solutions innovantes.
- Les services d'infrastructure exploitent et maintiennent en condition opérationnelle tout ou partie du parc informatique d'un client, y compris ses infrastructures de communication: réseaux, serveurs, ordinateurs personnels, périphériques d'impression et de stockage, etc.
- Les services applicatifs développent et maintiennent les applications informatiques pour des clients.
- Le BPO exécute pour le compte d'un client une ou plusieurs de ses fonctions de support (centres d'appel, gestion de la paie, déclarations de sinistre, etc.).

### Clients
Les clients d'EDS sont des sociétés et des organismes gouvernementaux.  
General Motors, qui était l'unique actionnaire d'EDS entre 1984 et 1996, a longtemps été son plus gros client.
Deux grands clients gouvernementaux d'EDS sont la Marine des États-Unis et le Ministère britannique de la Défense. 

### Filiales
Filiales mondiales d'EDS en 2007. 
- Excellerate HRO, filiale commune d'EDS et de Towers Perrin : services de gestion du personnel
- Injazat Data Systems, filiale commune d'EDS et de Mubadala Development Company : services informatiques et gestion de processus de support (BPO) pour les Émirats arabes unis
- Mphasis, filiale basée à Bangalore, Inde : services applicatifs et BPO, en particulier dans le secteur de la banque de détail. 12 000 employés, dont 92 % en Inde.
- SOLCORP, logiciels et conseil dans le secteur de l'assurance-vie.

De nombreuses autres filiales existent au niveau local.

## Chiffres clés
|                    | 2007    | 2006    |
| ------------------ | ------- | ------- |
| Chiffre d'affaires | 22 100  | 21 268  |
| Effectif           | 139 071 | 136 000 |

Les chiffres financiers sont donnés en millions de dollars américains.

## EDS en France
- 1985 : Création d'EDS en France
- 1986 : Acquisition de SPI, filiale informatique du groupe Péchiney
- 1987 : Création du centre de traitement EDS France au Blanc-Mesnil (Seine-Saint-Denis)
- 1990 : Acquisition de CDFI (Filiale de Charbonnages de France)
- 1991 : Acquisition de SD-Scicon (devenant EDS-GFI) et de MDSI (McDonnell Douglas System Integration)
- 1992 : Fusion EDS-GFI en France et intégration opérationnelle
- 1995 : Acquisition d'A.T. Kearney
- 1997 : Acquisition d'Ingévision filiale de Framatome (70% EDS France et 30% Framatome)
- 1998 : Constitution avec La Française des jeux de la coentreprise La Française de maintenance (LFM) (65 % EDS, 35 % FDJ); LFM étant filiale FDJ depuis 1991
- 2001 : Acquisition de Sabre, de Systematics (représenté en France par sa filiale Memorex-Telex)
- 2001 : Rachat de Structural Dynamics Research Corporation (SDRC) (spécialisé dans la gestion du cycle de vie produit (PLM))
- 2002 : Création de la ligne de services Solutions Consulting
- 2002 : Acquisition d'Answare, filiale informatique du groupe Alcatel
- 2003 : Intégration à 100 % de la Française de maintenance dans EDS
- 2003 : Création des centres d'expertises : AS/400 et Network Services
- 2004 : EDS vend ses filiales PLM à un consortium d'investisseurs privés (Bain Capital, Silver Lake Partners et Warburg Pincus)[4]
- 2004 : Création de Global Field Services (GFS), branche dédiée aux services de proximité (GFS Francée né de la fusion de la Française de maintenance et Memorex-Telex)
- 2004 : Création de EDS Agility Alliance
- 2006 : Les filiales européennes GFS sont vendues à A&O Systems + Services[5],[6]
- 2006 : Vente de la filiale Global Field Services (GFS)
- 2006 : Vente d'A.T. Kearney
- 2007 : EDS France fusionne avec sa filiale informatique EDS Answare
- 2007 : EDS ouvre un centre offshore francophone à Rabat (Maroc), sous le nouveau nom de HP-CDG IT services Maroc en Coentreprise avec la Caisse de dépôt et de gestion (CDG)